# Robert I. Soare
 (janvier 2023).
Robert Irving Soare, né le 22 décembre 1940, est un mathématicien américain.

## Biographie
Il est le "Paul Snowden Russell" Distinguished Service Professor of Mathematics and Computer Science à l'Université de Chicago, où il fait partie de la faculté depuis 1967. Il a prouvé, avec Carl Jockusch, le théorème de base faible, et fait d'autres travaux en logique mathématique, principalement dans le domaine de la théorie de la calculabilité.
En 2012, il devient membre de l'American Mathematical Society.

## Publications
- R. Soare, Turing Computability - Theory and Applications, Springer-Verlag, 2016 (ISBN 978-3-642-31932-7)
- Soare, R., Recursively enumerable sets and degrees, Springer-Verlag, coll. « Perspectives in Mathematical Logic », 1987 (ISBN 3-540-15299-7)
- C. G. Jockusch Jr. and R. I. Soare, "Π(0, 1) Classes and Degrees of Theories" in Transactions of the American Mathematical Society (1972)[2].